# Takeda Pharmaceutical Company
Takeda Pharmaceutical Company Limited (武田薬品工業株式会社 Takeda Yakuhin Kōgyō Kabushiki-gaisha) (TYO: 4502
) er en japansk medicinalvirksomhed. Virksomheden har over 30.000 medarbejdere og i 2012 var omsætningen på 16,2 mia. USD, hvilket gjorde den til Asiens største medicinalvirksomhed. Takedas fokusområder er stofskiftesygdomme, gastroenterologi, neurologi, inflammation og gennem sit uafhængige datterselskab Millennium Pharmaceuticals også onkologi. Hovedsædet er i Osaka, med kontor i Nihonbashi, Chuuou i Tokyo. Takeda er efter opkøbet af Nycomed i 2011 også tilstede i Danmark.

## Historie
Takeda Pharmaceuticals blev etableret 12. juni 1781 og blev incorporated 29. januar 1925.
I 1977 gik Takeda for første gang ind på det amerikanske marked med udviklingen af et joint venture med Abbott Laboratories kaldet TAP Pharmaceuticals. Gennem TAP Pharmaceuticals lancerede Takeda og Abbott storsælgerne Lupron (leuprolide) i 1985 og Prevacid (lansoprazole) i 1995.
Et af koncernens primære lægemidler er Actos, en sammensætning i thiazolidinedione-klassen til behandling af type-2 diabetes. Lanceret i 1999 blev Actos det bedst sælgende diabetes-middel i verden med et salg i 2008 for 4 mia. USD.
I februar 2005 bekendtgjorde Takeda overtagelsen af det San Diego-baserede Syrrx, et selskab specialiseret i high-throughput X-ray crystallography, for 270 mio. USD.
I februar 2008 overtog Takeda den japanske del af Amgen og rettighederne til bioteknologivirksomhedens produkter på det japanske marked.
I marts 2008 besluttede Takeda og Abbott Laboratories at afslutte deres 30-årige joint venture, TAP Pharmaceuticals, som havde en omsætning på over 3 mia. USD. Det resulterede i at Abbott fik rettighederne til Lupron. Takeda fik rettighederne til Prevacid.
I april 2008 bekendtgjorde Takeda at de overtog Millennium Pharmaceuticals fra Cambridge i Massachusetts, som er specialiseret i kræftmiddelforskning. Købsprisen var 8,8 mia. USD. Millennium drives i dag som et uafhængigt datterselskab under sit nye navn: "Millennium: The Takeda Oncology Company." 
I maj 2008 indgik Takeda en partnerskabsaftale med Alnylam Pharmaceuticals om RNAi-teknologiplatformen.
19. maj 2011 bekendtgjorde Takeda Pharmaceutical og Nycomed at Takeda ville overtage Nycomed for 9,6 mia. €. Overtagelsen blev færdiggjort 30. september 2011.
11. april 2012 bekendtgjorde Takeda og URL Pharma at Takeda ville overtage URL Pharma for 800 mio. USD.
25. maj 2012 bekendtgjorde Takeda opkøbet af af den brasilianske medicinalvirksomhed Multilab for 540 mio. R$.

## Lokaliteter
Takeda har to primære baser i Japan i henholdsvis Osaka og Tokyo. Koncernens amerikanske datterselskab har base i Deerfield i Illinois og alle globale operationer udenfor Japan og USA har base i Opfikon (Zürich) i Schweiz.
Koncernen har forsknings- og udviklingscentre i Osaka og Tsukuba i Japan; San Diego og San Francisco i USA; Cambridge i England; og i Singapore.
Virksomheden har fremstillingsfaciliteter i Japan, Kina, Indonesien, Italien og Irland. Efter overtagelsen af Nycomed har Takeda desuden fremstillingsfaciliteter i Argentina, Østrig, Belgiien, Brasilien, Danmark, Estland, Tyskland, Mexico, Norge og Polen.
Takeda er repræsenteret gennem markedsføring på markederne i det meste af Europa, Asien og Nordamerika.

## Produkter
Nogle af Takedas kerneprodukter omfatter:
- Actos (pioglitazone) - Type-2 diabetes [17]
- Amitiza (lubiprostone) - Kronisk idiopatisk forstoppelse
- Basen (voglibose) - Type-2 diabetes
- Benet (risedronic acid) - Osteoporose (Japan)
- Blopress (candesartan) - Hypertension
- Enbrel (etanercept) - Inflammatoriske sygdomme (Japan)
- Dexilant (dexlansoprazole) - Gastroøsofagal refluksygdom - navn ændret til Dexilant i USA.
- Lupron/Leuplin (leuprorelin) - mod prostatakræft og endometriose
- Prevacid/Takepron (lansoprazole) - Gastroøsofagal refluksygdom
- Rozerem (ramelteon) - Søvnløshed
- Uloric (febuxostat) - Urinsyregigt (podagra)
- Velcade (bortezomib) - Myelomatose og kappecellelymfom (Millennium Pharmaceuticals)